# Monacha dofleini
Monacha dofleini is een slakkensoort uit de familie van de Hygromiidae. De wetenschappelijke naam van de soort is voor het eerst geldig gepubliceerd in 1928 door P. Hesse.